# 天鵝之死
『天鵝之死』（英語：The Dying Swan）是米哈伊爾·福金為芭蕾舞者安娜·巴甫洛娃編排的獨舞，音樂取自卡米耶·聖桑的『動物狂歡節』中『天鵝』的曲子。巴甫洛娃曾演出此舞約4,000次。這支短芭蕾舞（四分鐘）描寫天鵝生命的最後一刻，於1905年在俄羅斯聖彼得堡首演。此後，這支芭蕾舞影響了柴可夫斯基『天鵝湖』中奧潔塔角色的現代詮釋，並激發了非傳統的詮釋以及各種改編。

## 背景
安娜・巴甫洛娃剛晉升為馬林斯基芭蕾舞團的首席舞者時，在公園裡看到一隻白天鵝的身影，以及閱讀丁尼生勳爵的詩『天鵝之死』，深受啟發。她因此委託米哈伊爾・福金為即將在晚會上演出的獨舞設計舞蹈。福金提議使用聖桑的『天鵝』作為配樂，這首樂曲他曾在家中與朋友合奏：朋友彈奏鋼琴，他則以曼陀林伴奏。巴甫洛娃欣然接受這個提議，創作隨即展開，並迅速完成排練。福金在1931年8月號的『舞蹈雜誌』中如是記述：
那幾乎是一場即興。我在她面前跳舞，她緊跟在我身後模仿動作。接著換她表演，而我則伴隨她走動，一邊協助調整她的手臂動作與姿勢的細節。在這部作品問世之前，我曾因常以赤腳演出並避免以足尖舞蹈而遭批評。『天鵝之死』正是對這些批評的回應。這支舞成為新俄羅斯芭蕾的象徵—是技巧與表現力的完美融合。它證明了舞蹈不該僅是令人賞心悅目的表演，而是應穿透觀者的視線，直抵靈魂。
在1934年，福金對舞蹈評論家阿諾德・哈斯克爾說：
那是一部小型作品，但在當時卻是“革命性”的，它完美地展現了從舊的形式向新的藝術風格的過渡。技術方面，它採用傳統的舞步和服裝，並需要極高的技巧，但它的目的並非炫技，而是要呈現生與死之間永恆的掙扎。這是一種全身性的舞蹈，不只是手腳的動作。它不只是取悅眼睛，更要觸動觀者的情感與想像。

## 劇情概要
最初這部作品的標題是『天鵝（The Swan）』，但由於巴甫洛娃將其詮釋為「生命的終結」作為劇情高潮，因此改用了現在的名稱『天鵝之死』。舞蹈的主要編排集中在上半身和手臂的動作，以及稱為「連續小步」（pas de bourrée suivi）的細緻腳步組成。
法國評論家安德烈・雷文松（Andre Levinson）曾如此描寫『天鵝之死』：
她彎曲手臂，踮著腳尖，緩緩地如夢似幻地繞場一周。她的雙手如滑翔般移動，從舞台前方退至背景，試圖飛向地平線，接著以靈魂探索天空的邊界。隨著緊張逐漸緩解，她沉入地面，因痛苦微微顫動手臂。她蹣跚地向舞台邊緣前進，雙腿如豎琴弦般顫抖，步伐不規則。右腳迅速滑向前方，左膝跪地的姿態彷彿是受困於塵世的空中生物。最終，她在痛苦中死去。
安娜·巴甫洛娃還在1922年在日本表演『天鵝之死』，芥川龍之介看過之後，在『露西亞舞蹈的印象』一書中對她給予瞭如下評價：
『天鵝之死』真是美極了。我在巴甫洛娃的手臂與雙腿中感受到白天鵝的頸項與翅膀，同時也感受到水面的漣漪。更令我驚訝的是，我竟彷彿聽見了無聲的歌聲。當她能跳出這樣的境界時，確實令人讚嘆。即使其中帶有些許頹廢的氣息，也絕不可視而不見。總之，我見到了一個美麗的存在。

## 表現與批評的解說
1907年12月22日，『天鵝之死』由安娜・巴甫洛娃在聖彼得堡的貴族會議大廳（現為聖彼得堡愛樂廳）舉行的晚會中首次演出。美國首演則是在1910年3月18日於紐約的舊館—39街上的大都會歌劇院舉行。美國舞蹈評論家兼攝影師卡爾·范·韋克滕評價此作為「巴甫洛娃所展現的藝術中最奇妙的作品」。巴甫洛娃一生共演出此作品約4,000次，據傳她在海牙臨終之際仍喊著：「準備好我的『天鵝』服裝」。
福金的孫女伊莎貝爾曾如此評論『天鵝之死』：
這部作品對舞者而言，並非提出「極高的技術性要求」，而是因為「每一個試圖逃避死亡者所展現的動作與姿態都蘊含不同的意義」，因此提出的是「極高的藝術性要求」。她指出，現今的演出版本與祖父當初構想的作品已有很大差異，常常看起來像是『天鵝湖』中的變奏曲，也就是「瀕死的奧潔塔」。伊莎貝爾強調，這部作品並非芭蕾舞者扮演天鵝，而是以天鵝作為隱喻，描繪死亡本身。

## 影響
1925年，巴甫洛娃演出『天鵝之死』的畫面被收錄於一部無聲電影中，後來也有版本加上配樂。這部作品對『天鵝湖』中奧潔塔的詮釋，尤其是湖畔初登場的場景，產生深遠影響。作品發表後，世界各地的芭蕾舞者紛紛開始演出這支舞。福金於1925年出版官方的舞蹈編排集，其中包含其妻維拉・福金娜（Vera Fokina）擺出姿勢的36張照片。後來在基洛夫芭蕾舞團（馬林斯基芭蕾舞團蘇聯時期的團名（1935-1991））活躍的納塔利婭·馬卡羅娃曾表示：
福金原創的編舞除了為巴甫洛娃設計的「布雷舞步」（bourrée）之外，其餘部分已散佚成零碎片段。自那之後，每位舞者都依據自己的責任與喜好來演繹這部作品。在俄羅斯，我曾跳過杜金斯卡婭版本，但對舞台上充斥的各種感傷元素感到某種不適。揮舞手臂的動作，在現代觀點下幾乎顯得荒謬。這部作品要求的是完全摒棄情緒性的表現，轉而傳達與死亡的抗爭，或是對死亡的屈服之意象。在情感表達方面，我得到了巴甫洛娃電影的幫助。即使到了今天，她的『天鵝』仍令人印象深刻，儘管某些戲劇化的細節略顯多餘，但她對風格的完美掌握，以及那充滿生命力的面容，依然令人讚嘆。
最終，『天鵝之死』成為巴甫洛娃的代名詞，但也經歷多種改編與翻案。1917年，俄羅斯導演葉甫蓋尼·鮑爾拍攝同名電影『天鵝之死』，描繪一位藝術家勒死芭蕾舞者的故事。瑪雅·普利謝茨卡婭則以「白天鵝不是受傷，而是在與衰老搏鬥」的詮釋重新編舞。近年來，蒙地卡羅芭蕾舞團則以強調所有停頓動作的方式，呈現出一種戲仿版本。2000年，街頭藝術家茱蒂絲・拉尼根（Judith Lanigan）創作呼拉圈版本，並在國際街頭劇場節與馬戲團等場合演出。
有些花式滑冰選手受到芭蕾舞的啟發，演出滑冰版本的『天鵝之死』。1936年冬季奧林匹克運動會銅牌得主瑪麗貝爾·文森，曾在『紐約時報』中評論金牌得主桑雅·赫尼的職業首演如下：
觀眾很快就接受桑雅·赫尼對聖桑『天鵝之死』的詮釋。夜晚，在聚光燈營造出的水面效果下，赫尼小姐身披藍光，演出巴甫洛娃所賦予永恆生命的舞蹈。儘管這種矯飾的演出是否適合冰上表演仍有爭議，但毫無疑問，赫尼小姐的演出是美妙的。開場時她以大量踮腳動作展現，雖然這在滑冰中並不常見，但她前後滑行的姿態輕盈如靈魂出竅，完成芭蕾舞所無法達成的動作。
紐約市芭蕾舞團的艾希莉·布德（Ashley Bouder）和前美國芭蕾舞團及莫斯科大劇院芭蕾舞團的妮娜·阿納尼亞希維利，在演出『天鵝湖』第二幕（第一個湖畔場景）的奧潔塔出場時，使用『天鵝之死』的舞姿 。
奧格登·納什在他的詩〈獻給卡米耶・聖桑的『動物狂歡節』〉中提到巴甫洛娃：
```
    
The swan can swim while sitting down,
　白天鵝能坐著游泳、
    
For pure conceit he takes the crown,
　他因純粹的自負而奪得王冠、
    
He looks in the mirror over and over,
　他一次又一次地照鏡子、
    
And claims to have never heard of Pavlova
.　並聲稱從未聽過巴甫洛娃的名字
```

在2019冠状病毒病疫情期間，伯明翰皇家芭蕾舞團藝術總監卡洛斯·阿科斯塔（Carlos Acosta）改編福金的編舞，將芭蕾舞女演員在結束時抬起頭的場景改為舞蹈，首席舞蹈演員席琳·吉滕斯（Céline Gittens）和音樂家們都在各自家中表演。美國芭蕾舞劇院首席舞蹈演員米斯蒂·科普蘭邀請另外31名舞蹈演員表演『天鵝』，為參與舞蹈團的救濟基金及其他相關基金籌集善款。

## 引用
1. ↑  . RFI法廣. 2017-04-26  [2025-03-16].
2. ↑  . 橙新聞. 2020-07-08  [2025-03-16].
3. 1 2  Balanchine & Mason 1975，第137頁.
4. ↑  Balanchine & Mason 1975，第137–138頁.
5. 1 2  , Balanchine & Mason 1975，第138頁.
6. ↑  Gerskovic 2005，第251頁.
7. ↑  . 新演芸 (文玄社): 58–60.
8. ↑  McCauley 1997，第156頁.
9. ↑  Gerskovic 2005，第62頁.
10. ↑  Carter 2004，第40頁.
11. ↑  Aloff 2006，第56–57頁.
12. ↑  Garafola 2005，第155-156頁.
13. ↑  Youngblood 1999，第99頁.
14. ↑  Judith Lanigan.
15. ↑  Skate Web's Historical Skating Pictures.
16. ↑  Smodyrev biography.
17. ↑  Winship, Lyndsey. . The Guardian. 2020-04-09.
18. ↑  Stahl, Jennifer. . Dance Magazine. 2020-05-06  [2025-02-15]. （原始内容存档于2020-06-03）.

## 外部參考
- Aloff, Mindy. . Oxford: Oxford University Press. 2006. ISBN 978-0-19-505411-8.
- Balanchine, George; Mason, Francis. . New York: Anchor Books. 1975. ISBN 978-0-385-03398-5.
- Carter, Alexandra. . London: Routledge. 2004. ISBN 978-0-415-28746-3.
- Garafola, Lynn. . New York: Wesleyan University Press. 2005. ISBN 978-0-8195-6674-4.
- Gerskovic, Robert. . Pompton Plains, NJ: Limelight Editions. 2005 [1998]. ISBN 978-0-87910-325-5.
- McCauley, Martin. . London and New York: Routledge. 1997. ISBN 978-0-415-13897-0.
- Youngblood, Denise Jeanne. . Madison, WI: University of Wisconsin Press. 1999. ISBN 978-0-299-16230-6.
- . Oxford Dictionary of Dance. Oxford University Press.   [2012-08-10]. （原始内容存档于2022-07-07）.
- . glbtq, Inc. 2002  [2012-08-10]. （原始内容存档于2012-07-01）.
- . Judith Lanigan. 2009  [2012-08-10]. （原始内容存档于2013-10-10）.
- . SkateWeb's Historical Skating Pictures. SkateWeb. 1994–2009  [2012-08-10]. （原始内容存档于2018-07-21）.
- Smodyrev, Mikhail; Translated by Anna Korisch. .   [2012-08-10]. （原始内容存档于2018-08-08）.

## 延伸閱讀
- . Merriam-Webster Online. Merriam-Webster. 2009  [2012-08-10]. （原始内容存档于2016-03-03）.
- "The Dying Swan" by Tennyson (complete text) （页面存档备份，存于）

## 外部連結
- . Merriam-Webster Online. Merriam-Webster. 2009  [2012-08-10].
- "The Dying Swan" by Tennyson (complete text)